# Франсиско Хосе Айала
Франсиско Хосе Айала Переда (ісп. Francisco José Ayala Pereda; 12 березня 1934, Мадрид — 5 березня 2023, Каліфорнія) — американський біолог і філософ іспанського походження.

## Біографія
Випускник Університету Саламанки, Айала — колишній священник-домініканець, рукопокладений в 1960 році. Але впродовж декількох наступних років залишив служіння. У 1961 році переїхав з Іспанії до США. Там у Колумбійському університеті займався під керівництвом Теодосія Добжанського і в 1964 році отримав ступінь Ph.D.
У 1995 році він очолював Американську асоціацію сприяння розвитку науки. 
Нині Франсиско Айала працює у Каліфорнійському університеті в Ірвайні, обіймаючи посади професора біології, екології і еволюційної біології (School of Biological Sciences), професора філософії (School of Humanities), професора логіки і філософії науки(School of Social Sciences).

## Дослідницька і громадська діяльність
Передусім Айала відомий своїми роботами в областях популяційної і еволюційної генетики. Він одним із перших став використовувати методи молекулярної біології для дослідження еволюційних процесів. Також його «дослідження відкрили нові підходи до лікування хвороб, що вражають мільйони людей у всьому світі», у тому числі хвороби Шагаса, що викликається Trypanosoma cruzi.
Айала публічно критикує владу США за обмеження федерального фінансування досліджень ембріональних стовбурових клітин. Він є членом наглядової ради «Компанії по захисту Конституції» (англ. Campaign to Defend the Constitution), яка лобіює зняття Конгресом обмежень на фінансування цих досліджень. Також Айала є відомим критиком наукового креаціонізма і концепції розумного задуму. Він вважає, що вони не лише псевдонаукові, але і помилкові з богословської точки зору. Він стверджує, що теорія еволюції вирішує проблему зла, таким чином являючись свого роду теодицеєю. Власні релігійні погляди Франсиско Айала зазвичай не обговорює.

## Нагороди і наукове визнання
У 2001 році Айала був нагороджений Національною науковою медаллю США. В 2010 році він отримав Темплтонівску премію. Франсиско Айала також є лауреатом великого числа інших наукових премій.
Франсиско Айала член Національної академії наук США, Американської академії мистецтв і наук, Американського філософського товариства. Іноземний член багатьох національних академій наук, у тому числі Російської Академії наук, Національної академії деї Лінчеї, Мексиканської Академії наук, Сербської академії наук і мистецтв. Айала має почесні звання декількох великих університетів.

## Книги
Айала надрукував понад 950 публікацій і 30 книг:
- Современная генетика. В трёх томах — Айала Ф., Кайгер. Дж. — 1987 год — 295 с.
- Ayala, F.J. Evolution, Explanation, Ethics and Aesthetics: Towards a Philosophy of Biology. Academic Press: 2016. ISBN 9780128036938
- Ayala, F.J. Am I a Monkey: Six Big Questions About Evolution. Johns Hopkins University Press: Baltimore, MD, USA 2010.
- Ayala, F.J. and Robert Arp, eds. Contemporary Debates in Philosophy of Biology. Wiley-Blackwell: London, 2009. ISBN 978-1-4051-5998-2
- Avise, J.C. and F.J. Ayala, eds. In the Light of Evolution: Adaptation and Complex Design. National Academy Press: Washington, DC. 2007. ISBN 978-0-309-10405-0
- Camilo José Cela Conde|Cela Conde, C.J. and F.J. Ayala. Human Evolution. Trails from the Past. Oxford University Press: Oxford, 2007.
- Ayala, F.J. Darwin y el Diseño Inteligente. Creacionismo, Cristianismo y Evolución. Alianza Editorial: Madrid, Spain, 231 pp. 2007.
- Ayala, F.J. Darwin's Gift to Science and Religion. Joseph Henry Press: Washington, DC, xi + 237 pp. 2007
- Ayala, F.J. La Evolución de un Evolucionista. Escritos Seleccionados. University of Valencia: Valencia, Spain, 441 pp. 2006. ISBN 84-370-6526-7
- Ayala, F.J. Darwin and Intelligent Design. Fortress Press: Minneapolis, MN, xi + 116 pp. 2006.
- Ayala, F.J. and C.J. Cela Conde. La piedra que se volvió palabra. Las claves evolutivas de la humanidad. Alianza Editorial: Madrid, Spain. 184 pp. 2006 ISBN 84-206-4783-7
- Hey, J., W.M. Fitch and F.J. Ayala, eds. Systematics and the Origin of Species. On Ernst Mayr's 100th Anniversary. National Academies Press: Washington, DC. xiii + 367 pp. 2005 ISBN 0-309-09536-0
- Wuketits, F.M. and F.J. Ayala, eds. Handbook of Evolution: The Evolution of Living Systems (Including Hominids), Volume 2. Wiley-VCH: Weinheim, Germany. 292 pp. 2005. ISBN 978-3-527-61971-9
- Ayala, F.J. Le Ragioni dell’ Evoluzione. Di Renzo Editore: Rome. 109 pp. 2005.
- Ayala, F.J. Human Evolution: Biology, Culture, Ethics. In: J.B. Miller, ed., The Epic of Evolution. Science and Religion in Dialogue (Pearson Education, Inc.: Upper Saddle River, New Jersey), pp. 166–180. 2004.